# Sarah Suco
Pour les articles homonymes, voir SUCO.
Sarah Suco est une actrice et réalisatrice française, née en avril 1981 à Montpellier,.

## Biographie
Enfant, Sarah Suco passe dix ans de sa vie dans une communauté religieuse charismatique, jusqu'à l'âge de dix-huit ans, où elle prend la décision de fuir sa famille,,. Attirée par le théâtre, qu'elle découvre à l'âge de sept ans, elle entre à vingt ans au Conservatoire de Bordeaux, puis au conservatoire du IXe de Paris.
À la sortie du conservatoire, elle rejoint en 2010 la Compagnie Zébuline, spécialisée dans le spectacle jeune public, puis la troupe de Pierre Palmade, qui l'incite à l'écriture,.
Sarah Suco commence sa carrière au cinéma avec le court métrage Les Figures de Louis-Julien Petit, avec qui elle tourne ensuite Discount, Carole Matthieu et Les Invisibles. Elle tourne également avec Marilou Berry dans Joséphine s'arrondit et Alex Lutz dans Guy.
En 2019, elle réalise son premier long métrage, Les Éblouis, sur l'embrigadement au sein de communautés sectaires, inspiré de sa propre enfance.

## Filmographie

### Actrice

#### Cinéma

##### Longs métrages
- 2011 : Possessions d'Éric Guirado : la caissière
- 2012 : Mes héros d'Éric Besnard : la serveuse du bistrot
- 2013 : Demi-sœur de Josiane Balasko : Too Much
- 2014 : Goal of the Dead de Benjamin Rocher et Thierry Poiraud : la femme du mari bourru
- 2014 : Discount de Louis-Julien Petit : Emma
- 2015 : L'Enquête de Vincent Garenq : l'assistante Les Arènes
- 2015 : La Belle Saison de Catherine Corsini : Fabienne
- 2016 : Joséphine s'arrondit de Marilou Berry : Sophie
- 2016 : Carole Matthieu de Louis-Julien Petit : Anne
- 2016 : Orpheline d'Arnaud des Pallières
- 2017 : Aurore de Blandine Lenoir : Marina
- 2018 : Guy d'Alex Lutz : Camille
- 2018 : Place publique d'Agnès Jaoui : Samantha
- 2018 : Comme des garçons de Julien Hallard : Nicole
- 2018 : Les Invisibles de Louis-Julien Petit : Julie
- 2020 : Lucky d'Olivier Van Hoofstadt : Julia
- 2020 : Le Discours de Laurent Tirard : Karine
- 2022 : L'École est à nous d'Alexandre Castagnetti : Virginie
- 2022 : La Page blanche de Murielle Magellan  : Sonia
- 2023 : Veuillez nous excuser pour la gêne occasionnée d'Olivier Van Hoofstadt : Ghislaine
- 2023 : Comme une louve de Caroline Glorion : Maître Clerc
- 2024 : En fanfare d'Emmanuel Courcol : Sabrina

##### Courts métrages
- 2009 : Les Figures de Louis-Julien Petit : Claire
- 2009 : Playgirl de Gilles Guerraz : une playgirl
- 2010 : 600 moustiques à l'heure de Romain Médard de Chardon
- 2013 : Les Derniers Hommes de Maxime Potherat : Almeiria
- 2017 : Je te tiens, tu me tiens d'Éric Guirado
- 2021 : En piste ! d'Émilie de Monsabert : Pauline

#### Télévision

##### Séries télévisées
- 2012 : Le Jour où tout a basculé : Celia (épisode Mon mari doute de moi (Enfin la retraite) de Thierry Esteves Pinto)
- 2013 : Enfin te voilà ! de Pascal Rétif
- 2020 : Dix pour cent : Justine (saison 4)
- 2023 : Tapie

##### Téléfilms
- 2014 : L'Entreprise de Sébastien Deux : Béa
- 2021 : Comme un coup de tonnerre de Catherine Klein : Suzanne
- 2022 : Clèves, téléfilm de Rodolphe Tissot
- 2024 : Des blessures invisibles de Sarah Marx : Camille[8]
- 2024 : Bénie soit Sixtine de Sophie Reine : Agnès

### Réalisatrice
- 2017 : Nos enfants (court-métrage)
- 2019 : Les Éblouis

## Théâtre

### Comédienne
- 2011-2012 : Le cadeau de dernière minute de et mise en scène Compagnie Zébuline, Théâtre Essaïon[9]
- 2012 : Nettoyage de printemps de et mise en scène Compagnie Zébuline, Théâtre Aktéon[10]
- 2013-2014 : Femmes Libérées, de Noémie de Lattre, Nicolas Lumbreras, Rudy Milstein, Johann Dionnet, Jean Gardeil, Sarah Suco, mise en scène Pierre Palmade, Théâtre Tristan Bernard[11]

### Auteur
- 2013 : L'Entreprise de Bilco, Anne-Elisabeth Blateau, Guillaume Clérice, Julien Ratel et Sarah Suco, mise en scène Pierre Palmade, Théâtre Tristan Bernard[12]
- 2013: Femmes Libérées, de Noémie de Lattre, Nicolas Lumbreras, Rudy Milstein, Johann Dionnet, Jean Gardeil, Sarah Suco, mise en scène Pierre Palmade, Théâtre Tristan Bernard

## Distinctions

### Récompenses
- Prix « Cinéma 2019 » de la Fondation Barrière pour Les Éblouis[13],[14]
- Festival Alice nella città (it) de Rome 2019 : prix du meilleur film pour Les Éblouis[15]
- Festival du film de Sarlat 2019 : Salamandre d'or pour Les Éblouis[16]

### Nominations
- César 2025 : meilleure actrice dans un second rôle pour En fanfare